# Кивимяки, Тимо
Тимо Антеро Кивимяки (фин. Timo Antero Kivimäki; 1962, Финляндия) — финский учёный, политолог; 31 мая 2012 года был осуждён в Дании за оказание помощи российским спецслужбам.

## Биография
Родился в 1962 году в Финляндии.
В октябре 1985 года получил степень магистра политических наук в Хельсинкском университете (в мае 1989 года — лиценциат в области международных отношений; в июне 1993 года — степень доктора политических наук).
С марта 1989 по 1995 годы работал на различных должностях на факультете политических наук Хельсинкского университета, а с августа 1995 по июнь 1996 года - в должности профессора Лапландского университета.
С августа 1996 по июнь 1999 года назначен на должность профессора Хельсинкского университета.
С августа 1999 года принят на работу в Копенгагенский университет профессором международной политики. 8 сентября 2010 года ученый был арестован полицией безопасности Дании PET (после нескольких лет наблюдения за ним), а в конце марта 2012 года ему было официально предъявлено обвинение в оказании помощи агентам российских спецслужб. Учёный себя виновным не признал, но показал, что с 2002 года получал от россиян деньги (120 тыс. датский крон) как привлеченный аналитик и эксперт в области безопасности (аналогичные услуги он оказывал и другим дипломатам и официальным лицам).
Датский суд, проходивший с 8 мая 2012 года в Копенгагене, 31 мая признал Кивимяки виновным по статье 108 датского уголовного кодекса в оказании помощи разведывательной службе России и осудил его на пять месяцев тюремного заключения, которые профессор отбудет в виде домашнего ареста. Обжаловать приговор Кивимяки не намерен. В связи с судебным решением, Кивимяки был уволен руководством университета от занимаемой должности.
В августе 2012 года решением руководства Хельсинкского университета Кивимяки с января 2013 по декабрь 2015 года прият на должность преподавателя мировой политики.
Владеет финским (родной), шведским, датским, английским; на базовом уровне — индонезийским и малайзийским; на начальном уровне — немецким и испанским языками.